# ジョシュ・ヘイダー
ジョシュア・ロナルド・ヘイダー（Joshua Ronald Hader, 1994年4月7日 - ）は、アメリカ合衆国メリーランド州アナランデル郡ミラーズビル出身のプロ野球選手（投手）。左投左打。MLBのヒューストン・アストロズ所属。愛称はヘイダーレード（Haderade）（後述）。

## 経歴

### プロ入りとオリオールズ傘下時代
2012年のMLBドラフト19巡目（全体582位）で地元メリーランド州のボルチモア・オリオールズから指名され、プロ入り。契約後、傘下のルーキー級ガルフ・コーストリーグ・オリオールズでプロデビュー。A-級アバディーン・アイアンバーズでもプレーし、2球団合計で17試合に登板して2勝0敗2セーブ、防御率1.88、48奪三振を記録した。
2013年はA級デルマーバ・ショアバーズでプレーし、17試合に先発登板して3勝6敗、防御率2.65、79奪三振を記録した。

### アストロズ傘下時代
2013年7月31日にバド・ノリスとのトレードで、L.J.ホーズと共にヒューストン・アストロズへ移籍した。移籍後は傘下のA級クァッドシティーズ・リバーバンディッツへ配属され、5試合に先発登板して2勝0敗、防御率3.22、16奪三振を記録した。移籍前を含めた2球団合計では22試合に先発登板して5勝6敗、防御率2.77、95奪三振を記録した。
2014年はA+級ランカスター・ジェットホークスとAA級コーパスクリスティ・フックスでプレーし、27試合（先発19試合）に登板して10勝3敗2セーブ、防御率3.29、136奪三振を記録した。
2015年は開幕からAA級コーパスクリスティでプレーし、17試合（先発10試合）に登板して3勝3敗1セーブ、防御率3.17、69奪三振を記録した。6月30日にカナダのエイジャックスで行われた第17回パンアメリカン競技大会の野球アメリカ合衆国代表に選出されている。

### ブルワーズ時代

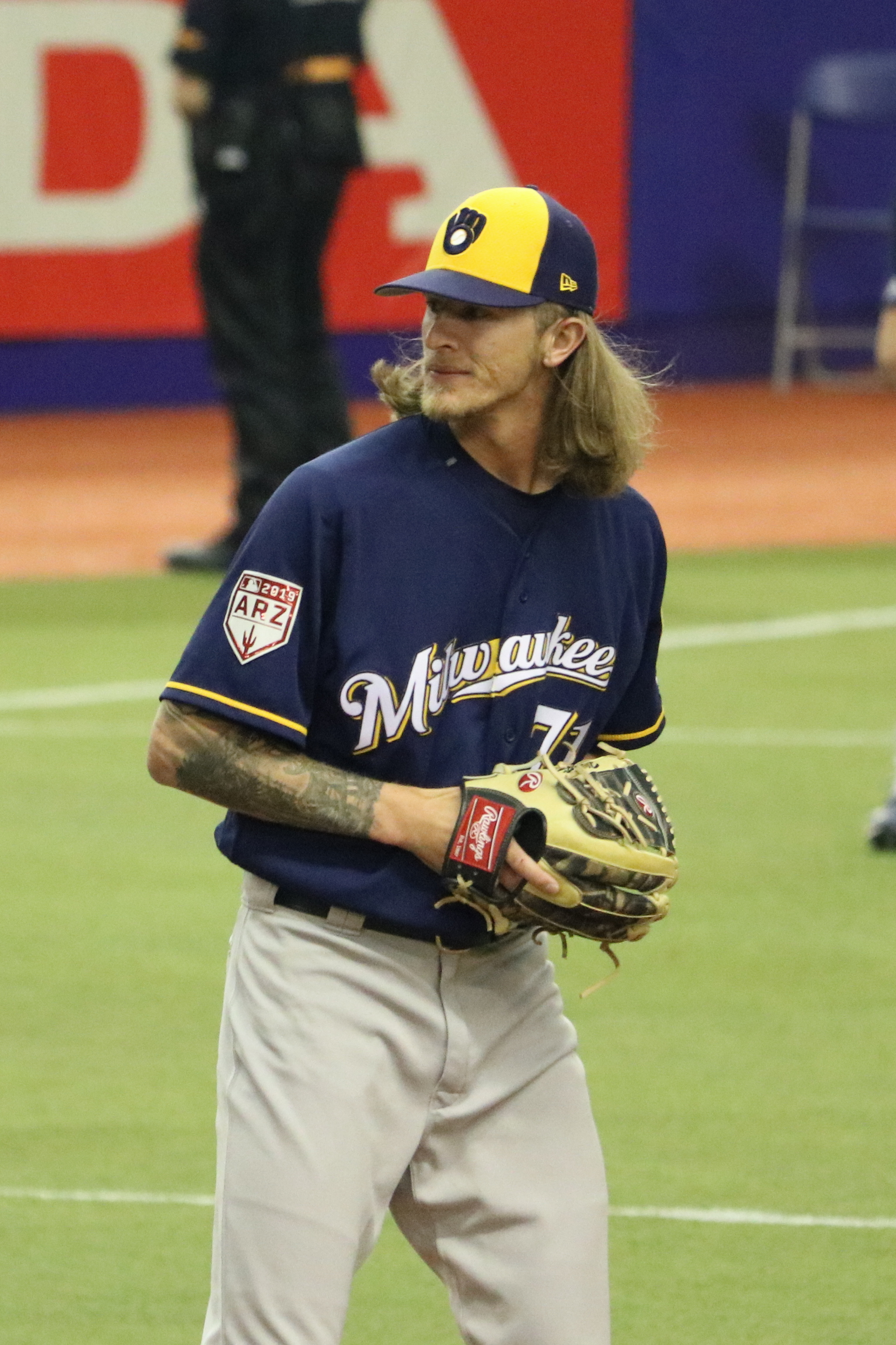
ミルウォーキー・ブルワーズ時代
（2019年3月25日）

2015年7月30日にカルロス・ゴメス、マイク・ファイヤーズとのトレードで、ドミンゴ・サンタナ、ブレット・フィリップス、エイドリアン・ハウザーと共にミルウォーキー・ブルワーズへ移籍した。移籍後は傘下のAA級ビロクシ・シャッカーズへ配属され、7試合に先発登板して1勝4敗、防御率2.79、50奪三振を記録した。移籍前を含めた2球団合計では24試合（先発10試合）に登板して4勝7敗1セーブ、防御率3.03、119奪三振を記録した。オフにはアリゾナ・フォールリーグに参加し、サプライズ・サグアロスに所属した。
2016年はAA級ビロクシとAAA級コロラドスプリングス・スカイソックスでプレーし、2球団合計で25試合に先発登板して3勝8敗、防御率3.29、161奪三振（奪三振率は11.5）を記録した。この年はオールスター・フューチャーズゲームにも選出された。オフの11月18日にはルール・ファイブ・ドラフトでの流出を防ぐために40人枠入りした。
2017年は開幕からAAA級コロラドスプリングスでプレー。6月9日にメジャー初昇格を果たし、翌10日のアリゾナ・ダイヤモンドバックス戦でメジャーデビュー（1回を無失点）。7月7日のニューヨーク・ヤンキース戦でMLB初勝利を挙げた。最終成績は35試合に登板して2勝3敗12ホールド、防御率2.08、68奪三振（奪三振率は12.8）を記録した。
2018年4月30日のシンシナティ・レッズ戦で史上初となる8奪三振でのセーブを記録した。前半戦を31試合で防御率1.50の好成績で折り返し、オールスターゲームに選出された。9月21日のピッツバーグ・パイレーツ戦で、それまでの試合とあわせて連続する16アウトをすべて奪三振で記録し、シーズン通算で136奪三振となり左の救援投手として歴代最多となった。後半戦はやや調子が落ちたものの、最終的に55試合（81.1イニング）に登板して6勝1敗12セーブ21ホールド、防御率2.43、143奪三振（奪三振率は15.8）の好成績を記録した。自身初のポストシーズンでは7試合（10イニング）を無失点に抑えたものの、チームはナショナルリーグチャンピオンシップシリーズ（NLCS）でロサンゼルス・ドジャースに7試合の末、敗れてシーズン終了となった。オフにケンリー・ジャンセン、ウェイド・デービスらを抑えて最優秀救援投手賞を受賞した。サイ・ヤング賞の投票では7位だった。
2019年はジェレミー・ジェフレスやコーリー・クネーベルといった抑えが故障で離脱した状態で開幕を迎えたため、抑えとして起用された。3月30日のセントルイス・カージナルス戦で三者連続三球三振を記録した。奪三振率は16.4%と高く、WHIPも低かったが、被本塁打率は1.8に上昇した。最終成績は61試合に登板（75.2イニング）で3勝5敗37セーブ6ホールド、防御率2.62、138奪三振（奪三振率は16.4）だった。ワシントン・ナショナルズとのナショナルリーグワイルドカードゲームでは7回から登板するも、8回裏に二死満塁のピンチを招くとフアン・ソトに決勝打を許し、敗戦投手になった。オフにカービー・イエーツ、ウィル・スミスらを抑えて2年連続で最優秀救援投手賞を受賞した。また、同年から新設されたオールMLBチームのファーストチーム中継ぎ投手の1人に選出された。
2021年5月8日のマイアミ・マーリンズ戦でMLB史上最速で通算400奪三振を記録した。7月4日に選手間投票で通算3度目となるオールスターゲームに選出された。後半戦では9月11日のクリーブランド・インディアンス戦でコービン・バーンズと共に継投でのノーヒットノーランを達成した。MLB全体では9度目、球団としては1987年以来2度目の快挙だった。
オフの11月23日に2年ぶり2度目となるオールMLBチームのファーストチーム中継ぎ投手の1人に選出された。
2022年5月14日、開幕から登板13試合連続セーブのメジャーリーグ新記録を達成した。同年6月6日、ライアン・プレスリーが2018～2019年にシーズンをまたいで記録した40試合連続無失点に並ぶメジャータイ記録を、同じく2021年から2シーズンをかけて樹立した。しかし同点での登板であったため、継続されていたメジャーリーグ記録の開幕から登板連続セーブ記録は18で途切れた。

### パドレス時代
2022年8月1日にテイラー・ロジャース、ディネルソン・ラメット、エステウリー・ルイーズ、ロバート・ガセルとのトレードで、サンディエゴ・パドレスへ移籍した。
2023年7月2日に選手間投票で通算5度目となるオールスターゲームに選出された。オフの11月3日にFAとなった。パドレスからはクオリファイング・オファーを受けていたが、同月14日の期日までに契約は行わなかった。

### アストロズ時代
2024年1月22日にヒューストン・アストロズと5年総額9500万ドルの契約を結んだ。

## 選手としての特徴
| 球種           | 配分 | 平均球速 | 平均球速 | 運動量（in） | 運動量（in） |
| 球種           | %    | mph      | km/h     | 水平         | 鉛直         |
| -------------- | ---- | -------- | -------- | ------------ | ------------ |
| 速球           | 55   | 96       | 155      | 06           | 09           |
| スライダー     | 28   | 84       | 135      | -2           | -0           |
| チェンジアップ | 07   | 88       | 140      | 08           | 01           |

マディソン・バンガーナーに似た変則スリークォーターから投げ込む最速100mph・平均90mph中盤の速球とスライダーを武器とする本格派左腕。速球の握りはツーシーム。2018年から2020年はチェンジアップをほとんど使用していなかったが、2021年は投球の1割弱使用した。
マックス・マンシーは彼のストレートについて「（高回転で高速なので）まるで地面から浮かび上がってくるように見える。」と表現しているが、速球のスピンレートは2100rpm程度とリーグ平均以下で、速球の平均球速は96mphとリリーバーとしては突出したものではない。であるにもかかわらず、速球に対して打者がスイングしたときに空振りかファールとなる確率は80%以上と極めて高い。全投球の8割程度と高頻度で使用されているにもかかわらず、打者がこれほど速球を捉えられない要因として、リリースポイントの高さが5.3フィート（約161cm）であるのに対し、速球の垂直運動量が9.8インチ（約29cm）と、リリースポイントが低い割には垂直運動量が大きいことなどが挙げられている。
リリーフながら複数イニング登板する、いわゆる回股ぎをすることも少なくないので、登板数に対して投球イニングが多い。

## 人物
愛称のヘイダーレード（Haderade）はゲータレードヘイダーをもじったものである。
背番号「71」はブルワーズの選手としてスコット・ラインブリンク以来2人目であり、確かな記憶がないが「17」を気に入っているものの、「17」は球団殿堂のジム・ガントナーの番号のため、選択できなかった。
2018年7月18日、2011年と2012年に人種差別、反同性愛的かつ女性蔑視的な内容をSNSに投稿していたことが発覚し、謝罪した。MLB機構からの要請により更正プログラムを受けた。

## 詳細情報

### 年度別投手成績
| 年 度    | 球 団    | 登 板 | 先 発 | 完 投 | 完 封 | 無 四 球 | 勝 利 | 敗 戦 | セ 丨 ブ | ホ 丨 ル ド | 勝 率 | 打 者 | 投 球 回 | 被 安 打 | 被 本 塁 打 | 与 四 球 | 敬 遠 | 与 死 球 | 奪 三 振 | 暴 投 | ボ 丨 ク | 失 点 | 自 責 点 | 防 御 率 | W H I P |
| -------- | -------- | ----- | ----- | ----- | ----- | -------- | ----- | ----- | -------- | ----------- | ----- | ----- | -------- | -------- | ----------- | -------- | ----- | -------- | -------- | ----- | -------- | ----- | -------- | -------- | ------- |
| 2017     | MIL      | 35    | 0     | 0     | 0     | 0        | 2     | 3     | 0        | 12          | .400  | 188   | 47.2     | 25       | 4           | 22       | 1     | 4        | 68       | 0     | 0        | 11    | 11       | 2.08     | 0.99    |
| 2018     | MIL      | 55    | 0     | 0     | 0     | 0        | 6     | 1     | 12       | 21          | .857  | 306   | 81.1     | 36       | 9           | 30       | 0     | 1        | 143      | 0     | 1        | 23    | 22       | 2.43     | 0.81    |
| 2019     | MIL      | 61    | 0     | 0     | 0     | 0        | 3     | 5     | 37       | 6           | .375  | 289   | 75.2     | 41       | 15          | 20       | 2     | 4        | 138      | 0     | 0        | 24    | 22       | 2.62     | 0.81    |
| 2020     | MIL      | 21    | 0     | 0     | 0     | 0        | 1     | 2     | 13       | 0           | .333  | 78    | 19.0     | 8        | 3           | 10       | 0     | 3        | 31       | 2     | 0        | 8     | 8        | 3.79     | 0.95    |
| 2021     | MIL      | 60    | 0     | 0     | 0     | 0        | 4     | 2     | 34       | 0           | .667  | 224   | 58.2     | 25       | 3           | 24       | 0     | 2        | 102      | 3     | 2        | 8     | 8        | 1.23     | 0.84    |
| 2022     | MIL      | 37    | 0     | 0     | 0     | 0        | 1     | 4     | 29       | 0           | .200  | 141   | 34.0     | 26       | 7           | 12       | 0     | 1        | 59       | 2     | 0        | 16    | 16       | 4.24     | 1.12    |
| 2022     | SD       | 19    | 0     | 0     | 0     | 0        | 1     | 1     | 7        | 0           | .500  | 78    | 16.0     | 17       | 1           | 9        | 0     | 3        | 22       | 3     | 0        | 14    | 13       | 7.31     | 1.63    |
| '22計    | SD       | 56    | 0     | 0     | 0     | 0        | 2     | 5     | 36       | 0           | .286  | 219   | 50.0     | 43       | 8           | 21       | 0     | 4        | 81       | 5     | 0        | 30    | 29       | 5.22     | 1.28    |
| 2023     | SD       | 61    | 0     | 0     | 0     | 0        | 2     | 3     | 33       | 0           | .400  | 231   | 56.1     | 32       | 3           | 30       | 2     | 3        | 85       | 3     | 0        | 11    | 8        | 1.28     | 1.10    |
| 2024     | HOU      | 71    | 0     | 0     | 0     | 0        | 8     | 8     | 34       | 0           | .500  | 278   | 71.0     | 43       | 12          | 25       | 0     | 1        | 105      | 4     | 2        | 33    | 30       | 3.80     | 0.96    |
| MLB：8年 | MLB：8年 | 420   | 0     | 0     | 0     | 0        | 28    | 29    | 199      | 39          | .491  | 1813  | 459.2    | 253      | 57          | 182      | 5     | 22       | 753      | 17    | 5        | 148   | 138      | 2.70     | 0.95    |

- 2024年度シーズン終了時
- 各年度の太字はリーグ最高

### 年度別守備成績
| 年 度 | 球 団 | 投手（P） | 投手（P） | 投手（P） | 投手（P） | 投手（P） | 投手（P） |
| 年 度 | 球 団 | 試 合     | 刺 殺     | 補 殺     | 失 策     | 併 殺     | 守 備 率  |
| ----- | ----- | --------- | --------- | --------- | --------- | --------- | --------- |
| 2017  | MIL   | 35        | 2         | 3         | 0         | 1         | 1.000     |
| 2018  | MIL   | 55        | 4         | 2         | 0         | 0         | 1.000     |
| 2019  | MIL   | 61        | 2         | 5         | 0         | 0         | 1.000     |
| 2020  | MIL   | 21        | 2         | 1         | 0         | 0         | 1.000     |
| 2021  | MIL   | 60        | 1         | 3         | 0         | 0         | 1.000     |
| 2022  | MIL   | 37        | 1         | 3         | 0         | 0         | 1.000     |
| 2022  | SD    | 19        | 0         | 1         | 1         | 0         | .500      |
| '22計 | SD    | 56        | 1         | 4         | 1         | 0         | .833      |
| 2023  | SD    | 61        | 2         | 8         | 0         | 1         | 1.000     |
| 2024  | HOU   | 71        | 3         | 6         | 0         | 0         | 1.000     |
| MLB   | MLB   | 420       | 17        | 32        | 1         | 2         | .980      |

- 2024年度シーズン終了時

### タイトル
- 最多セーブ投手：1回（2020年）

### 表彰
- トレバー・ホフマン賞：3回（2018年、2019年、2021年）
- Topps ルーキーオールスターチーム（英語版）：救援投手部門（2017年）
- リリーバー・オブ・ザ・マンス：8回（2018年4月、2019年5月・6月、2021年6月、2022年4月、2023年4月、2024年8月、2025年6月）
- オールMLBチーム[38]
  - ファーストチーム
    - 救援投手：3回（2019年、2021年、2023年）

### 記録
MLB
- MLBオールスターゲーム選出：6回（2018年、2019年、2021年 - 2023年、2025年）
- ノーヒットノーラン：1回（2021年9月11日、対クリーブランド・インディアンス戦）[注釈 2]

MiLB
- オールスター・フューチャーズゲーム選出：1回（2016年）

### 諸記録
- シーズン奪三振：143（2018年、左の救援投手として歴代1位、従来の記録は1974年のジョン・ヒラー（英語版）の134）[10]
- 1試合8奪三振でセーブ：2018年4月30日（史上初）[9]
- 連続アウト奪三振：16（2018年9月21日、従来の記録は2009年のミッチ・ステッター（英語版）の15）[10]
- 三者連続三球三振：1回（2019年3月30日）
- 開幕から登板連続セーブ：18試合（2022年5月31日、従来の記録は1994年のリー・スミスと2005年のホセ・メサの12）
- 試合連続無失点：40（2022年6月5日、2018～2019年のライアン・プレスリーとタイ記録）
- ポストシーズンにおける連続奪三振記録：8（2022年10月15日 - 19日）[39]

### 背番号
- 71（2017年 - ）

### 代表歴
- 2015年パンアメリカン競技大会男子野球アメリカ合衆国代表